# 杨容方
杨容方（1938年11月3日—2020年8月19日），笔名杨刚，男，湖南攸县人，中国小说家，原湖南省怀化地区作家协会主席。

## 生平
1938年11月3日（一说1935年）生于湖南省攸县鸭塘铺。原名杨蓉芳。自幼聪慧好学，小学至高中两次跳级。1956年毕业于湖南师范学院中文系，分配至湖南省公安厅工作，后调入沅陵县第一中学，历任教师、副教导主任、代理副校长。1959年加入中国共产党。曾任阮陵文化馆副馆长。
1973年，在《湘江文艺》发表处女作短篇小说《灯伢儿》，跻身文坛。该作品描写1950年春湘西的剿匪斗争。小说主人公受义父派遣智闯匪区、巧送情报给中国人民解放军，军民通力合作，使逃窜匪首在柳叶刀下束手就缚。
1975年，调任怀化地区文艺工作室文学创作组组长。1979年，任怀化地区文联秘书长，筹办《雪峰》杂志，此后历任该杂志社社长、主编，副编审等职。1980年后，致力于把纯文学艺术手法和侦探小说创作手法熔于一炉，推出曾纪年探案系列小说，描绘公安干警与犯罪分子作斗争的场景。同时担任怀化地区作家协会主席、文联副主席。是中国作家协会湖南分会儿童文学委员会、文艺期刊编辑委员会及通俗文学委员会委员。1988年加入中国作家协会。退休后，担任湖南省电视台文学顾问，香港国际炎黄文化出版社特约编审。
2020年8月19日在长沙逝世。

## 主要作品
| 作品名称       | 首版年份 | 出版者             | 类型     | 获奖情况                                                                              |
| -------------- | -------- | ------------------ | -------- | ------------------------------------------------------------------------------------- |
| 《柳叶刀》     | 1981年   | 湖南人民出版社     | 长篇小说 | 湖南省首届儿童文学大奖长篇小说一等奖                                                  |
| 《姊妹瓶奇谜》 | 1987年   | 《雪峰》第16、17期 | 长篇小说 | 中国少数民族文学会侗族文学创作成果奖（1989年） 香港国际龙文化金奖长篇小说奖（2000年） |
| 《沅水奇尸案》 | 1980年   | 《雪峰》           | 中篇小说 | 湖南省文艺创作奖                                                                      |